# Monte Muta
Il Monte Muta (Mutspitze in tedesco) è un monte delle Alpi Orientali, più precisamente delle Alpi Passirie, di 2291 metri. Si trova a nord di Merano, nella parte sudorientale del Gruppo Tessa.